# Psałterz z Corbie

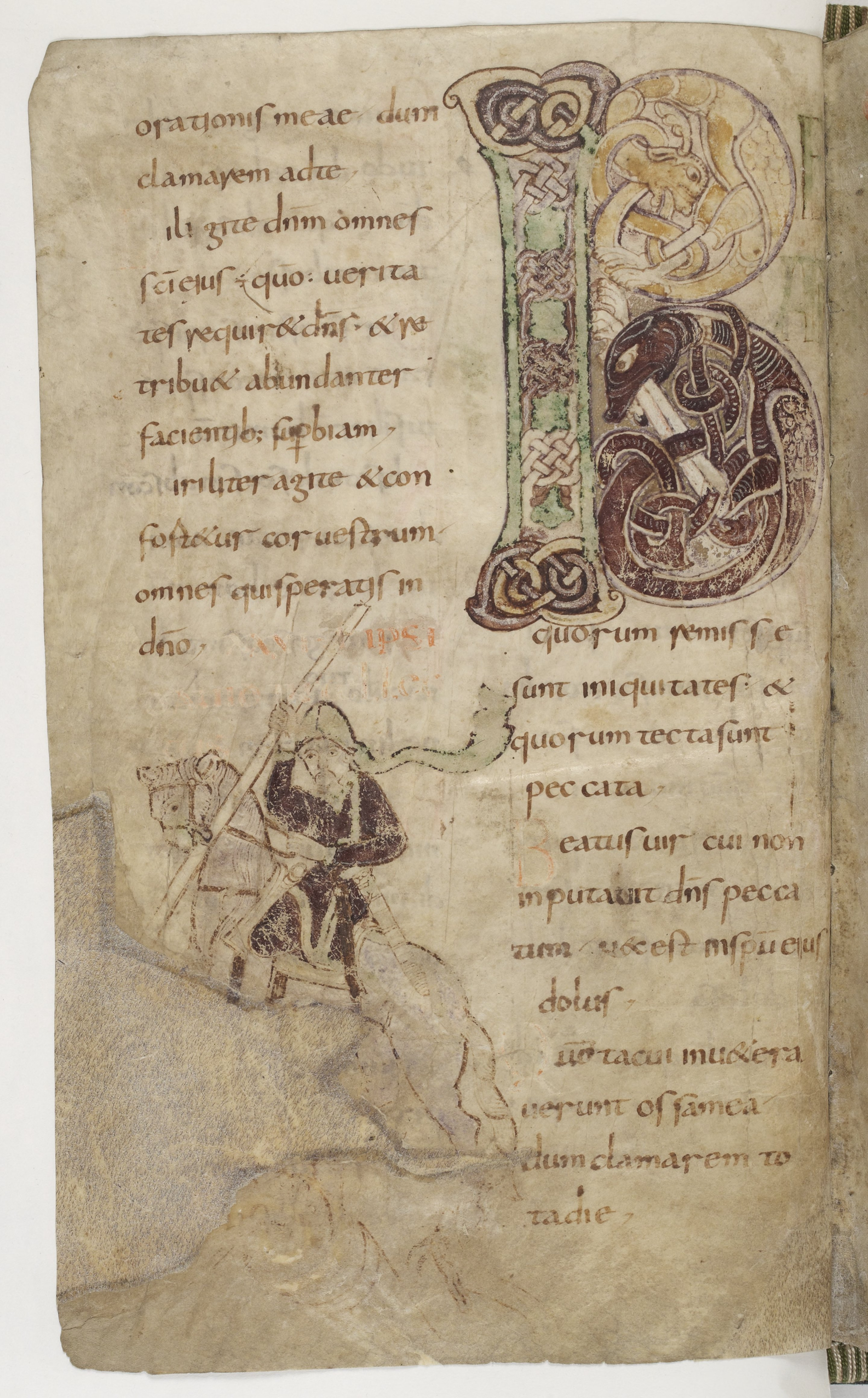
Karta 26v

Psałterz z Corbie – iluminowany psałterz karoliński z początku IX wieku, znajdujący się obecnie w zbiorach Bibliothèques d'Amiens Métropole (sygnatura MS. 18).
Pergaminowa księga ma wymiary 275×168 mm i liczy 144 karty. Jej nazwa pochodzi od opactwa benedyktyńskiego w Corbie, w posiadaniu którego poświadczona jest od XI wieku. Zagrabiona w trakcie rewolucji francuskiej, została wywieziona do Amiens i włączona do zbiorów tamtejszej biblioteki miejskiej. Manuskrypt zawiera Psałterz Gallikański, psalm 151, kantyczki, litanie  oraz credo atanazjańskie. Tekst pisany jest w dwóch kolumnach.
Księga prawdopodobnie nie była przeznaczona do użytku liturgicznego, lecz do indywidualnej lektury podczas modlitwy (Lectio Divina). Każdy psalm i kantyczka rozpoczyna się ozdobnym inicjałem, z których wiele zawiera wizerunki postaci ludzkich. Szczególnie kunsztownie wykonane zostały inicjały rozpoczynające psalmy 1, 50 i 100, co zdradza wpływ iryjskiej konwencji dzielenia psałterza na trzy części. Stylistyka iluminacji stanowi fuzję tradycji frankijskich, insularnych oraz bizantyjskich. W warstwie kolorystycznej dominuje ciemna zieleń, purpura i stonowana żółć. Obecna oprawa księgi pochodzi z XIX wieku.